# Rhodésie du Sud aux Jeux du Commonwealth
La Rhodésie du Sud participe aux Jeux du Commonwealth de 1934 à 1962. Colonie britannique, elle envoie sa première délégation aux Jeux de 1934 à Londres, qui sont alors encore les « Jeux de l'Empire britannique ». Les Rhodésiennes y remportent le bronze en athlétisme au relai 4x440 yard, tandis que leur compatriote William Fulton obtient le bronze en boxe, dans la catégorie de moins de 57 kg. Les athlètes rhodésiens obtiennent par la suite des médailles à toutes les éditions des Jeux auxquelles ils prennent part, ceux de 1954 leur réussissant particulièrement : douze médailles, dont leurs trois seules en or. Aux Jeux de 1962 à Perth, en Australie, les athlètes rhodésiens participent dans le cadre d'une délégation conjointe de l'éphémère Fédération de Rhodésie et du Nyassaland, avec des représentants de la Rhodésie du Nord (l'actuelle Zambie) et du Nyassaland (l'actuel Malawi). Cette délégation commune engrange deux médailles d'argent et cinq de bronze. En 1965, le gouvernement sud-rhodésien aux mains de la minorité blanche du pays, dirigé par Ian Smith, déclare unilatéralement l'indépendance de son pays, refusant le projet britannique d'y instituer une démocratie où le pouvoir reviendrait de facto à la majorité noire. Paria de la communauté internationale, la Rhodésie du Sud est alors exclue des Jeux. En 1980, le pays devient le Zimbabwe, doté d'institutions démocratiques, et participe dès lors aux Jeux sous ce nom,.

## Médailles
Résultats par Jeux :
| Année | Médaille d'or | Médaille d'argent | Médaille de bronze | Total  |        |
| ----- | ------------- | ----------------- | ------------------ | ------ | ------ |
| 1934  | 0             | 0                 | 2                  | 2      |        |
| 1938  | 0             | 0                 | 2                  | 2      |        |
| 1950  | 0             | 1                 | 0                  | 1      |        |
| 1954  | 3             | 6                 | 3                  | 12     |        |
| 1958  | 0             | 0                 | 3                  | 3      |        |
| 1962  | 0             | 2                 | 5                  | 7      |        |
| 1966  | exclus        | exclus            | exclus             | exclus | exclus |
| 1970  | exclus        | exclus            | exclus             | exclus | exclus |
| 1974  | exclus        | exclus            | exclus             | exclus | exclus |
| 1978  | exclus        | exclus            | exclus             | exclus | exclus |
| Total | 3             | 9                 | 15                 | 27     |        |

Médaillés d'or :
| Nom             | Jeux | Discipline | Épreuves               | Résultat                |
| --------------- | ---- | ---------- | ---------------------- | ----------------------- |
| Edna Maskell    | 1954 | Athlétisme | 80 mètres haies femmes | 10,9 s                  |
| Piet Van Staden | 1954 | Boxe       | 60 kg hommes           | 3 victoires             |
| Ralph Hodges    | 1954 | Boulingrin | Individuel hommes      | 8 victoires & 37 points |